# 波罗的海师

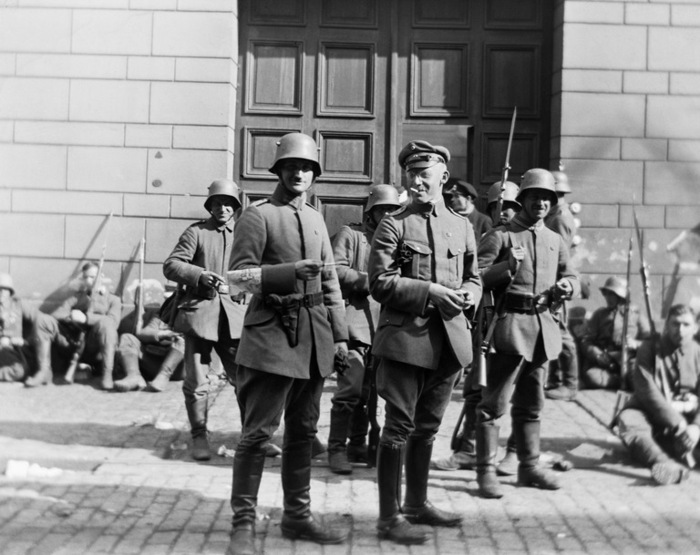
波羅的海師的軍官們

波罗的海师是德军将领吕迪格·冯·德·戈尔茨指挥过的一支规模为10000人的德国军事单位。该师的核心兵员来自曾经服役于一战东线战场的两个德国陆军旅：第95预备步兵旅、第2近卫骑兵旅。该师得到了额外的炮兵支援，还有先锋部队为其开道。該部隊曾在芬兰作戰。
1918年3月3日，德国与苏俄签订《布列斯特-立陶夫斯克條約》，之后开始施行新的外交政策，而派波罗的海师进入芬兰就是新政策的一部分。德方政策的目标是在东欧建立一连串卫星国，以获取其原材料，维持本国工业，满足本国人口粮食需求。
芬蘭內戰期间的1918年4月3日，波罗的海师在汉科登陆，接着向赫尔辛基和拉赫蒂推进。该师很快便从芬兰赤衛隊手中夺下了赫尔辛基。之后，芬兰元老院返回了赫尔辛基。
1918年11月11日，一战停战。冯·德·戈尔茨和他的师于12月16日撤离赫尔辛基。